# Circuito de Guecho de 2020
A 75.ª edição da clássica ciclista Circuito de Guecho foi uma corrida de ciclismo na Espanha que se celebrou a 2 de agosto de 2020 com início e final na cidade de Guecho sobre um percurso de 177 quilómetros.
A corrida fez parte do UCI Europe Tour de 2020, calendário ciclístico dos Circuitos Continentais da UCI, dentro da categoria 1.1. O vencedor final foi o italiano Damiano Caruso do Bahrain McLaren. Completaram o pódio, como segundo e terceiro classificado respectivamente, o também italiano Giacomo Nizzolo do NTT e o espanhol Eduard Prades do Movistar.

## Equipas participantes
Tomaram parte na corrida 17 equipas: 5 de categoria UCI WorldTeam, 7 de categoria UCI ProTeam e 5 de categoria Continental. Formaram assim um pelotão de 124 ciclistas dos que acabaram 99. As equipas participantes foram:
| Equipes WorldTeam (5)- Movistar Team - Bahrain McLaren - Trek-Segafredo - UAE Team Emirates - NTT Pro Cycling Equipes ProTeam (7)- Caja Rural-Seguros RGA - Euskaltel-Euskadi - Nippo Delko One Provence - Burgos-BH - Bingoal-Wallonie Bruxelles - Team Novo Nordisk - Androni Giocattoli-Sidermec Equipes Continentais (5)- Equipo Kern Pharma - Kometa-Xstra - Gios Kiwi Atlántico - Vito-Feirense-BlackJack - Work Service Dynatek Vega |
| |

## Classificação final
- As classificações finalizaram da seguinte forma:[4]

| \| Classificação geral \| Classificação geral \| Classificação geral \| Classificação geral \| Classificação geral \| \| Ciclista \| Ciclista \| Equipe \| Tempo \| \| \| ------------------- \| ------------------- \| --------------------------- \| ------------------- \| ------------------- \| \| 1. \| Damiano Caruso \| Bahrain McLaren \| 4h11m09s \| \| \| 2. \| Giacomo Nizzolo \| NTT Pro Cycling \| + 1s \| \| \| 3. \| Eduard Prades \| Movistar Team \| + 1s \| \| \| 4. \| Jon Aberasturi \| Caja Rural-Seguros RGA \| + 3s \| \| \| 5. \| Jasper Stuyven \| Trek-Segafredo \| + 3s \| \| \| 6. \| Pello Bilbao \| Bahrain McLaren \| + 3s \| \| \| 7. \| Charles Planet \| Team Novo Nordisk \| + 3s \| \| \| 8. \| Mauro Finetto \| Nippo-Delko One Provence \| + 7s \| \| \| 9. \| Eliot Lietaer \| Bingoal-Wallonie Bruxelles \| + 7s \| \| \| 10. \| Miguel Flórez López \| Androni Giocattoli-Sidermec \| + 7s \| \| |                     |                             |          |
| |                     |                             |          |
| Fonte: ProCyclingStats |                     |                             |          |
| Classificação geral |                     |                             |          |
| Ciclista | Ciclista            | Equipe                      | Tempo    |
| 1. | Damiano Caruso      | Bahrain McLaren             | 4h11m09s |
| 2. | Giacomo Nizzolo     | NTT Pro Cycling             | + 1s     |
| 3. | Eduard Prades       | Movistar Team               | + 1s     |
| 4. | Jon Aberasturi      | Caja Rural-Seguros RGA      | + 3s     |
| 5. | Jasper Stuyven      | Trek-Segafredo              | + 3s     |
| 6. | Pello Bilbao        | Bahrain McLaren             | + 3s     |
| 7. | Charles Planet      | Team Novo Nordisk           | + 3s     |
| 8. | Mauro Finetto       | Nippo-Delko One Provence    | + 7s     |
| 9. | Eliot Lietaer       | Bingoal-Wallonie Bruxelles  | + 7s     |
| 10. | Miguel Flórez López | Androni Giocattoli-Sidermec | + 7s     |

## UCI World Ranking
O Circuito de Guecho outorgou pontos para o UCI World Ranking para corredores das equipas nas categorias UCI WorldTeam, UCI ProTeam e Continental. As seguintes tabelas são o barómetro de pontuação e os 10 corredores que obtiveram mais pontos:
| Posição   | 1.º | 2.º | 3.º | 4.º | 5.º | 6.º | 7.º | 8.º | 9.º | 10.º | 11.º | 12.º | 13.º-15.º | 16.º-25.º |
| Pontuação | 125 | 85  | 70  | 60  | 50  | 40  | 35  | 30  | 25  | 20   | 15   | 10   | 5         | 3         |

| Classificação |                     |                             |        |
| Posição       | Ciclista            | Equipa                      | Pontos |
| ------------- | ------------------- | --------------------------- | ------ |
| 1.º           | Damiano Caruso      | Bahrain McLaren             | 125    |
| 2.º           | Giacomo Nizzolo     | NTT                         | 85     |
| 3.º           | Eduard Prades       | Movistar                    | 70     |
| 4.º           | Jon Aberasturi      | Caja Rural-Seguros RGA      | 60     |
| 5.º           | Jasper Stuyven      | Trek-Segafredo              | 50     |
| 6.º           | Pello Bilbao        | Bahrain McLaren             | 40     |
| 7.º           | Charles Planet      | Team Novo Nordisk           | 35     |
| 8.º           | Mauro Finetto       | NIPPO DELKO One Provence    | 30     |
| 9.º           | Eliot Lietaer       | Bingoal-WB                  | 25     |
| 10.º          | Miguel Flórez López | Androni Giocattoli-Sidermec | 20     |